# Мікаель Окерфельдт
Ларс Мікаель Окерфелдт (Окерфельдт; Шведською: [ˈmîːkaɛl ˈôːkɛrˌfɛlt];, швед. Lars Mikael Åkerfeldt; 17 квітня 1974) — шведський музикант, провідний вокаліст, гітарист і основний пісняр прогресив-метал-гурту «Opeth», а також колишній вокаліст супергурту дез-металу «Bloodbath». Також був гітаристом «одноразового» гурту Steel і є частиною колаборації Storm Corrosion зі Стівеном Вілсоном.
Окерфельдт відомий своїм стилем написання пісень під впливом прогресивного року та частим використанням як чистого баритону, так і гарчання. Окерфельдт посів 42 місце серед 100 найбільших гітаристів геві-металу усіх часів за версією Guitar World та № 11 серед «25 найкращих сучасних гітаристів металу» на MetalSucks.

## Кар'єра

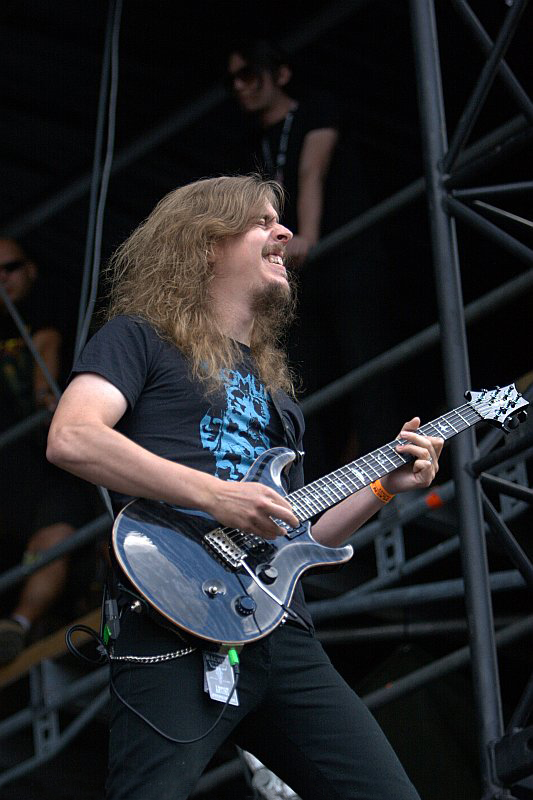
Åkerfeldt з Opeth на Wacken Open Air у 2006 році.

Уродженець Стокгольма, Мікаель Окерфельдт був вокалістом гурту Eruption, дез-метал гурту, який він створив у 1988 році у 14 років. Після розпаду Eruption в 1990 році він приєднався до Opeth, нібито як басист. Коли вокаліст Давид Ісберг наполіг на тому, щоб Окерфельдт приєднався до гурту, всі інші учасники пішли. Ісберг взяв на себе обов'язки гітариста, і коли через два роки він покинув Opeth, Окерфельдт став вокалістом замість нього.
Окерфельдт виконував гроул в альбомі Katatonia Brave Murder Day та їх EP Sounds of Decay.
У вересні 2009 року Окерфельдт заявив, що планує записати сольний альбом співака та композитора. Однак у 2014 році він висловив думку, що йому не потрібен спеціальний сольний проект, бо він може вкласти в Opeth майже все, що завгодно.
В інтерв'ю журналу STIM він розповів, що однією з головних подій його кар'єри був виступ Opeth у Королівському Альберт-голі.

### Впливи
Окерфельдт — колекціонер маловідомих рок-альбомів геві-металу 1970-х. Він також схильний демонструвати вплив цих гуртів на нього, використовуючи їхні назви у назвах альбомів Opeth, таких як Blackwater Park, Still Life та My Arms, Your Hearse, а також у таких піснях, як «Master's Apprentices» та «Goblin». На нього також дуже впливає джаз, музикант Річі Блекмор, Magma та її засновник Крістіан Вандер та Хідекі Ісіма.
На запитання, який альбом «зробив його металістом», Окерфельдт відповів, що це, ймовірно, The Number of the Beast від Iron Maiden, але також згадав «Lick It Up» від Kiss. В іншому інтерв'ю він заявив, що зазвичай називає Sabbath Bloody Sabbath Black Sabbath найкращим (і своїм улюбленим) хеві-метал альбомом усіх часів. Своїм улюбленим метал-альбомом він називав Sad Wings of Destiny від Judas Priest.

## Особисте життя
15 серпня 2003 року Мікаель Окерфельдт одружився зі своєю давньою дівчиною Анною. У 2004 році Анна народила їх першу дочку Мелінду. Друга дочка, Мір'ям, у подружжя народилася у 2007 році. У 2016 році в інтерв'ю The Quietus Окерфельдт розповів, що розлучився.
Окерфельдт, як відомо, дружить зі Стівеном Вілсоном, фронтменом однієї з його улюблених груп Porcupine Tree, хто також продюсував альбоми Opeth Blackwater Park, Deliverance та Damnation; Майком Портноєм, барабанщиком Dream Theatre (з'являвся у їхньому кліпі на Wither); та Юнасом Ренксе з Katatonia. Він також вважається прототипом персонажа Токі Вортуза з популярного мультфільму Металокаліпсис, про що було повідомлено в інтерв'ю Ultimate Guitar. Окерфельдт не сповідує жодної релігії і вважає себе атеїстом.

## Обладнання
Окерфельдт майже ексклюзивно використовував гітари PRS з часів альбомів Deliverance/Damnation і має власну модель. Він також періодично використовує гітари багатьох інших брендів, зокрема Gibson та Jackson.